# Ekonomiåret 1883

## Födda
- 5 juni - John Maynard Keynes, brittisk ekonom.[1]

### Fotnoter
1. ↑  ”John Maynard Keynes”. Nationalencyklopedin. http://www.ne.se/uppslagsverk/encyklopedi/l%C3%A5ng/john-maynard-keynes. Läst 27 februari 2015.